# إيموجن بيلي
إيموجن بيلي (بالإنجليزية: Imogen Bailey)‏ هي عارضة ومغنية وممثلة أسترالية، ولدت في 7 يونيو 1977 في أستراليا.

## وصلات خارجية
- إيموجن بيلي على موقع IMDb (الإنجليزية)
- إيموجن بيلي على موقع ألو سيني (الفرنسية)
- إيموجن بيلي على موقع ميوزك برينز (الإنجليزية)
- إيموجن بيلي على موقع أول موفي (الإنجليزية)
- إيموجن بيلي على موقع ديسكوغز (الإنجليزية)
- إيموجن بيلي على موقع قاعدة بيانات الفيلم (الإنجليزية)
- إيموجن بيلي على موقع كينوبويسك (الروسية)